# Austrosignum glaciale
Austrosignum glaciale är en kräftdjursart som beskrevs av Hodgson 1910. Austrosignum glaciale ingår i släktet Austrosignum och familjen Paramunnidae. Inga underarter finns listade i Catalogue of Life.